# Сибія юнанська
Си́бія юнанська (Actinodura waldeni) — вид горобцеподібних птахів родини Leiothrichidae. Мешкає в Китаї, М'янмі і Північно-Східній Індії. Вид названий на честь Артура Гея, 9-й маркіза Твіддейла і віконт Волдена, шотландського військовика і орнітолога.

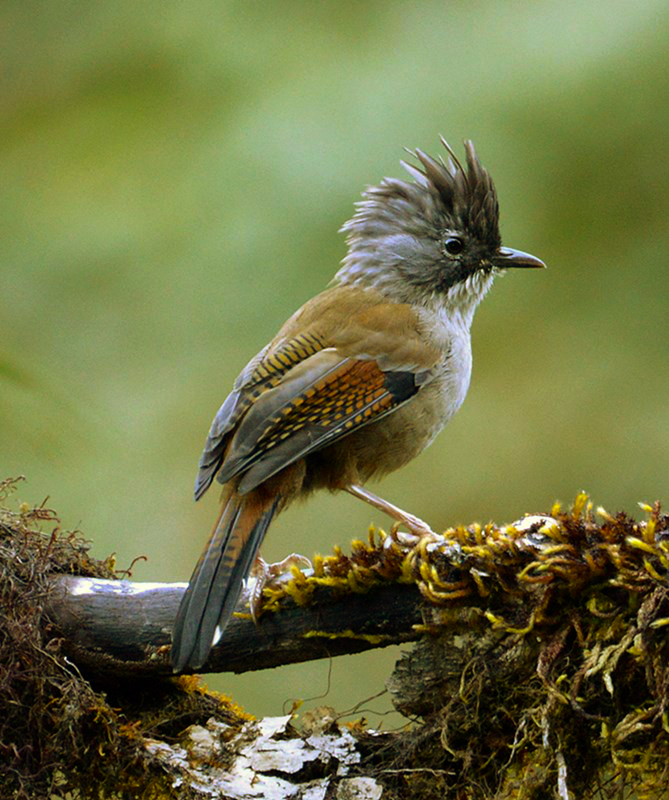
Юнанська сибія

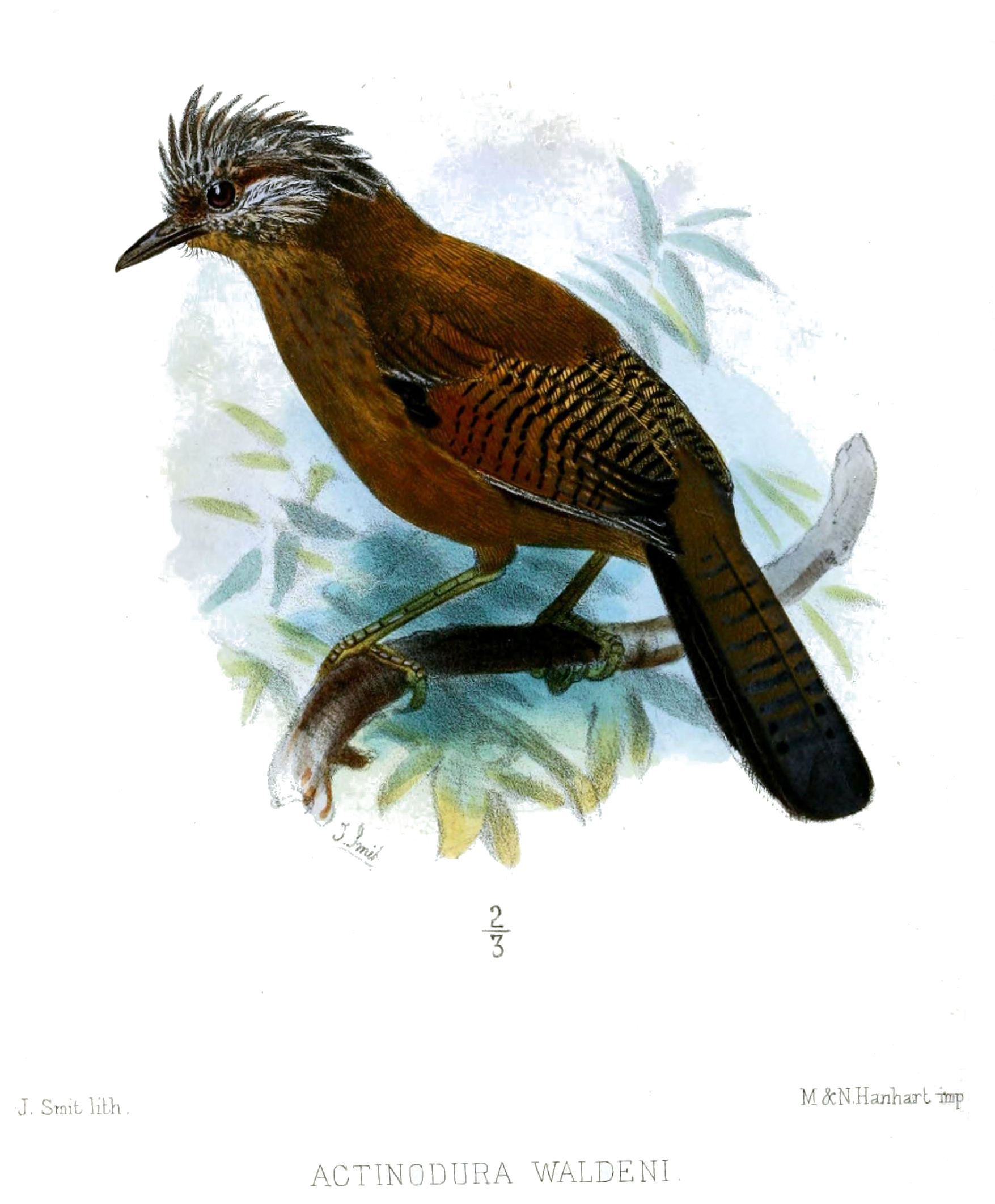
Юнанська сибія

## Підвиди
Виділяють чотири підвиди:
- A. w. daflaensis Godwin-Austen, 1875 — північний Ассам (на північ від Брахмапутри), Аруначал-Прадеш, південно-східний Тибет;
- A. w. waldeni Godwin-Austen, 1874 — південний Ассам, Нагаленд, північний Маніпур, північно-західна М'янма;
- A. w. poliotis (Rippon, 1905) — західна М'янма;
- A. w. saturatior (Rothschild, 1921) — північна М'янма (штат Качин) і північно-західний Юньнань.

## Поширення і екологія
Юнанські сибії живуть у вологих гірських тропічних лісах і високогірних чагарникових заростях. Зустрічаються на висоті від 1700 до 3300 м над рівнем моря.